# Флоренсия (Какета)
Флоренсия (исп. Florencia) — город и муниципалитет на юго-западе Колумбии, административный центр департамента Какета.

## История
Город был основан 25 декабря 1902 года монахом ордена капуцинов, отцом Доротео де Пупиалесом (1876—1959). В 1912 году Флоренсии был присвоен статус муниципии и в том же году прошли первые выборы в городской совет. 14 марта 1950 года Флоренсия была провозглашена административным центром департамента Какета.

## Географическое положение

Муниципалитет Флоренсия

Город расположен в северо-западной части департамента, в предгорьях хребта Восточная Кордильера, на левом берегу реки Ача (правый приток реки Ортегуаса), на расстоянии приблизительно 360 километров к юго-западу от столицы страны Боготы. Абсолютная высота — 561 метр над уровнем моря.

Площадь муниципалитета составляет 2292 км².

## Климат
| Показатель                    | Янв. | Фев. | Март | Апр. | Май  | Июнь | Июль | Авг. | Сен. | Окт. | Нояб. | Дек. | Год  |
| ----------------------------- | ---- | ---- | ---- | ---- | ---- | ---- | ---- | ---- | ---- | ---- | ----- | ---- | ---- |
| Средний суточный максимум, °C | 32,6 | 31,9 | 31   | 30,2 | 29,8 | 29   | 28,6 | 29,9 | 30,7 | 31,1 | 31,4  | 32,1 | 30,7 |
| Средняя температура, °C       | 27,1 | 26,9 | 26,4 | 25,9 | 25,7 | 25,1 | 24,6 | 25,4 | 25,9 | 26,4 | 26,6  | 26,9 | 26,1 |
| Средний суточный минимум, °C  | 21,7 | 21,8 | 21,8 | 21,6 | 21,6 | 21,2 | 20,6 | 20,8 | 21,2 | 21,6 | 21,8  | 21,8 | 21,5 |
| Норма осадков, мм             | 104  | 189  | 182  | 391  | 467  | 495  | 449  | 347  | 308  | 298  | 236   | 133  | 3599 |
| Источник: Weatherbase         |      |      |      |      |      |      |      |      |      |      |       |      |      |

## Население
По данным Национального административного департамента статистики Колумбии, совокупная численность населения города и муниципалитета в 2012 году составляла 163 323 человек.
Динамика численности населения города по годам:
| 2005    | 2006    | 2007    | 2008    | 2009    | 2010    | 2011    | 2012    |
| ------- | ------- | ------- | ------- | ------- | ------- | ------- | ------- |
| 143 871 | 146 307 | 149 031 | 151 778 | 154 595 | 157 450 | 160 383 | 163 323 |

В расовом отношении белые и метисы составляли 95,9 % от населения города; негры — 3,3 %; индейцы — 0,8 %.
Уровень грамотности среди населения старше 5 лет составлял 91,3 %.
Население Флоренсии по возрастному диапазону по данным 2005 года распределилось следующим образом: 44,87 % — жители младше 20 лет, 30,96 % — между 20 и 39 годами, 17,07 % — от 40 до 59 лет и 7,11 % — в возрасте 60 лет и старше.

## Экономика и транспорт
В сельскохозяйственном секторе экономики Флоренсии преобладают мясная и молочная отрасли скотоводства, аквакультура и растениеводство (выращивание бананов, маниоки и кофе). Промышленное производство развито относительно слабо и представлена в основном предприятиями пищевого сектора. Развито кустарное ремесленное производство.

Сеть автодорог Флоренсии составляют 150 км городских дорог и 337 км сельских. Имеется городская сеть автобусного транспорта. В 3 километрах к востоку от города расположен аэропорт.